# 天津地下鉄9号線
天津地下鉄9号線（てんしんちかてつ9ごうせん）は、中華人民共和国天津市で運行される天津地下鉄の地下鉄路線。ラインカラーは■青色。かつての路線名から「9号線·浜海快速」や「津浜軽軌」と称されることもある。

## 概要
かつての「津浜軽軌」という名称は、天津市の中心部（津）から渤海に面する浜海新区（浜）までを結ぶ路線であることに由来している。天津駅 - 中山門駅間の区間の大半が地下区間であることから元より、天津地下鉄9号線と称されていた。正確には他の天津地下鉄の路線とは違い、浜海快速が運営する。浜海快速は、工事段階で天津地下鉄9号線という名称は使っていなかったが、開通後は政府、報道、市民から9号線と呼ばれ、浜海快速も9号線という名称を使っている。

## 路線データ
- 車両基地：胡家園車両基地
- 地上区間：中山門駅 - 東海路駅
- 走行方向：右側通行

## 沿革
- 2004年3月28日 - 中山門駅 - 東海路駅間開通。（6駅）
- 2004年5月25日 - 一号橋駅開業。
- 2004年10月18日 - 市民広場駅開業。
- 2005年3月27日 - 会展中心駅開業。
- 2005年4月28日 - 二号橋駅開業。一号橋駅一時閉鎖。
- 2006年3月1日 - 新立駅、小東荘駅、軍糧城駅、胡家園駅開業。一号橋駅再開業。
- 2006年3月28日 - ATO運転開始。
- 2011年5月1日 - 十一経路駅 - 中山門駅間開通[5]。
- 2012年10月15日 - 天津駅 - 十一経路駅間開通。
- 2015年8月12日 - 東海路駅付近で発生した倉庫爆発事故により、東海路駅の屋根の一部が倒壊[6]。会展中心駅、市民広場駅の駅舎も大きな損傷を受けた[7]。これにより東海路駅付近にあるコントロールセンターが被災したため、翌8月13日より全線で運行停止[8]。
- 2015年12月16日 - 天津駅 - 鋼管公司駅間運転再開[9]。
- 2016年6月27日 - 鋼管公司駅 - 市民広場駅間運転再開[10]。
- 2016年12月31日 - 市民広場駅 - 東海路駅間運転再開、全線の運行が再開される。

## 使用車両
- 長春軌道客車製の車両（4両編成）が使用されている。

## 駅一覧
| 駅名         | 駅名         | 駅名                                               | 駅間 キロ (km) | 累計 キロ (km) | 接続路線・備考                                              | 所在地 | 所在地   |
| 日本語       | 簡体字中国語 | 英語                                               | 駅間 キロ (km) | 累計 キロ (km) | 接続路線・備考                                              | 所在地 | 所在地   |
| ------------ | ------------ | -------------------------------------------------- | -------------- | -------------- | ----------------------------------------------------------- | ------ | -------- |
| 天津站駅     | 天津站站     | Tianjinzhan (Tianjin Railway Station)              | -              | 0.0            | ■CR京津城際線 ■CR津浜城際線 ■CR津山線・津薊線 ■2号線 ■3号線 | 天津市 | 河北区   |
| 大王荘駅     | 大王庄站     | Dawangzhuang                                       |                |                |                                                             | 天津市 | 河東区   |
| 十一経路駅   | 十一经路站   | Shiyijinglu (Eleven Jing Road)                     |                |                |                                                             | 天津市 | 河東区   |
| 直沽駅       | 直沽站       | Zhigu                                              |                |                | ■5号線                                                      | 天津市 | 河東区   |
| 東興路駅     | 东兴路站     | Dongxinglu (Dongxing Road)                         |                |                |                                                             | 天津市 | 河東区   |
| 中山門駅     | 中山门站     | Zhongshanmen                                       |                |                |                                                             | 天津市 | 河東区   |
| 一号橋駅     | 一号桥站     | Yihaoqiao (Bridge One)                             |                |                |                                                             | 天津市 | 河東区   |
| 二号橋駅     | 二号桥站     | Erhaoqiao (Bridge Two)                             |                |                |                                                             | 天津市 | 河東区   |
| 張貴荘駅     | 张贵庄站     | Zhangguizhuang                                     |                |                |                                                             | 天津市 | 東麗区   |
| 新立駅       | 新立站       | Xinli                                              |                |                |                                                             | 天津市 | 東麗区   |
| 東麗開発区駅 | 东丽开发区站 | Donglikaifaqu (Dongli Economic Development Area)   |                |                |                                                             | 天津市 | 東麗区   |
| 小東荘駅     | 小东庄站     | Xiaodongzhuang                                     |                |                |                                                             | 天津市 | 東麗区   |
| 軍糧城駅     | 军粮城站     | Junliangcheng                                      |                |                |                                                             | 天津市 | 東麗区   |
| 鋼管公司駅   | 钢管公司站   | Gangguangongsi (Tianjin Pipe Corporation)          |                |                |                                                             | 天津市 | 東麗区   |
| 中西村駅     | 中西村站     | Zhongxicun (Zhongxi Village)                       | 計画中         | 計画中         |                                                             | 天津市 | 東麗区   |
| 中心荘駅     | 中心庄站     | Zhongxinzhuang                                     | 計画中         | 計画中         |                                                             | 天津市 | 東麗区   |
| 八堡駅       | 八堡站       | Bapu                                               | 計画中         | 計画中         |                                                             | 天津市 | 浜海新区 |
| 胡家園駅     | 胡家园站     | Hujiayuan                                          |                |                |                                                             | 天津市 | 浜海新区 |
| 車站北路駅   | 车站北路站   | Chezhanbeilu (North Chezhan Road)                  | 計画中         | 計画中         |                                                             | 天津市 | 浜海新区 |
| 塘沽駅       | 塘沽站       | Tanggu                                             |                |                |                                                             | 天津市 | 浜海新区 |
| 泰達駅       | 泰达站       | Taida                                              |                |                |                                                             | 天津市 | 浜海新区 |
| 市民広場駅   | 市民广场站   | Shiminguangchang (Civic Square)                    |                |                |                                                             | 天津市 | 浜海新区 |
| 太湖路駅     | 太湖路站     | Taihulu (Taihu Road)                               |                |                |                                                             | 天津市 | 浜海新区 |
| 会展中心駅   | 会展中心站   | Huizhanzhongxin (Convention and Exhibition Center) |                |                |                                                             | 天津市 | 浜海新区 |
| 東海路駅     | 东海路站     | Donghailu (Donghai Road)                           |                | 52.8           |                                                             | 天津市 | 浜海新区 |